# 2MASS 0243-2453
2MASS 0243-2453 (officieel 2MASS J02431371-2453298) is een bruine dwerg met een spectraalklasse van T6. De ster bevindt zich 34,8 lichtjaar van de zon.